# 万代南梦宫电子游戏系列列表

萬代南夢宮公司標識

万代南梦宫控股是日本控股公司，总部坐落于东京，从事电子游戏、动画、玩具、街机和游乐场业务。2005年9月25日，万代和南梦宫合并为万代南梦宫控股。其子公司万代南梦宫娱乐（原名万代南梦宫游戏）负责电子游戏业务。万代南梦宫以电子游戏系列作品而知名：吃豆人截至2016年总收入达128亿美元，为公司各系列之最；铁拳全平台销量超4900万套，为公司最畅销的系列。2010年代末，万代南梦宫是收入最高的玩具公司，也是第八大电子游戏公司。
万代南梦宫于2006年收购玩具商、原游戏开发商万普，并于2009年收购游戏发行商D3出版社。2011年，BCE与万普合并为B.B.工作室后，万代南梦宫取得BCE的电子游戏资产。万代南梦宫还持有七龙珠等动漫的游戏改编权；对于此类作品，下表的“首作”指万代南梦宫（或其子公司）的首款游戏，而非系列原作。

## 系列
授权系列用米黄色背景显示，并在系列名后标注星号。
| 系列               | 首作                                              | 最新作                                            | 参考   |
| ------------------ | ------------------------------------------------- | ------------------------------------------------- | ------ |
| 皇牌空战系列       | 皇牌空战（1995年）                                | 空戰奇兵7 未知天際（2019年）                      | [ 9 ]  |
| A级方程式赛车      | A级方程式赛车（1994年）                           | A级方程序赛车3 最终圈（2008年）                   | [ 10 ] |
| 高山滑雪赛系列     | 高山滑雪赛（1995年）                              | 超级高山滑雪赛（2014年）                          | [ 11 ] |
| 魔塔大陸系列       | 魔塔大陸 在世界終結續詠詩篇的少女（2006年）       | 魔塔大陸3 終結世界的少女詩歌（2010年）            | [ 12 ] |
| 巴比伦城堡传奇系列 | 迷宮塔（1984年）                                  | 德鲁亚加之迷宫（2011年）                          | [ 13 ] |
| 爆突系列           | 爆突（1985年）                                    | 爆突机铳艇（1988年）                              | [ 14 ] |
| 太空驱逐舰系列     | 太空驱逐舰（1981年）                              | 鳳凰戰機（1990年）                                | [ 15 ] |
| 超绝伦人系列       | 超绝伦人（1988年）                                | 超绝伦人 忍者冲刺（2013年）                       | [ 16 ] |
| Compati Hero系列*  | SD战斗大相扑 平成英雄场所（1991年）               | Lost Heroes 2（2015年）                           | [ 17 ] |
| 究极坦克系列       | 究极坦克（1993年）                                | 未来坦克（1995年）                                | [ 18 ] |
| 魂系列             | 黑暗靈魂（2011年）                                | 黑暗之魂：重制版（2018年）                        | [ 19 ] |
| 打空氣系列         | 打空氣（1982年）                                  | 打空氣島（2008年）                                | [ 13 ] |
| 数码宝贝系列       | 数码宝贝SEGA版：数码宝贝驯兽师（1998年）          | 数码宝贝绝境求生（2022年）                        | [ 20 ] |
| 道中記系列         | 妖怪道中記（1987年）                              | F1道中記（1991年）                                | [ 13 ] |
| 七龙珠系列*        | 七龙珠 神龙之谜（1986年）                         | 七龍珠電光炸裂！ZERO（2024年）                    | [ 21 ] |
| 家庭体育场系列     | 职业棒球家庭体育场（1986年）                      | 职业棒球家庭竞技场（2018年）                      | [ 22 ] |
| 最后冲刺系列       | 最后冲刺（1987年）                                | 最后冲刺 特别版（2002年）                         | [ 23 ] |
| 小蜜蜂系列         | 小蜜蜂（1979年）                                  | 大蜜蜂 复仇之战（2019年）                         | [ 24 ] |
| 源平讨魔传系列     | 源平讨魔传（1986年）                              | 源平讨魔传 卷之二（1992年）                       | [ 13 ] |
| 噬神者系列         | 噬神者（2010年）                                  | 噬神者3（2018年）                                 | [ 25 ] |
| 灵异双枪系列       | 灵异双枪（1990年）                                | 灵异双枪Goal!（1996年）                           | [ 26 ] |
| GUNDAM系列         | 机动战士鋼彈PART 1 -鋼彈屹立于大地之上-（1983年） | 鋼彈爭鋒對決（2021年）                            | [ 27 ] |
| 軍平系列           | 軍平（1999年）                                    | 军平 花之嘉年华（2017年）                         | [ 28 ] |
| .hack系列          | .hack//Infection（2002年）                        | .hack//G.U. Last Recode（2017年）                 | [ 29 ] |
| 偶像大师系列       | 偶像大師（2005年）                                | 學園偶像大師（2024年）                            | [ 30 ] |
| 块魂系列           | 塊魂（2004年）                                    | 人見人愛的塊魂 安可+ 國王大人的小小回憶（2023年） | [ 31 ] |
| 風之少年系列       | 風之少年 通往幻夢界之門（1997年）                 | 風之少年 克羅諾亞 1&2 乘風歸來（2022年）          | [ 32 ] |
| 貓捉老鼠系列       | 貓捉老鼠（1983年）                                | 猫捉老鼠点击 复活的猫梦宫团（2016年）             | [ 13 ] |
| 大辞典系列         | 文字解谜 大辞典（2001年）                         | 文字解谜 大辞典安可（2020年）                     | [ 33 ] |
| 摩托GP系列*        | 摩托GP（2000年）                                  | 摩托GP（2006年）                                  | [ 34 ] |
| 钻地小子系列       | 钻地小子（1999年）                                | 钻地小子 安可（2020年）                           | [ 35 ] |
| 南梦宫世代         | 吃豆人 冠军版DX (2010年）                         | 大蜜蜂军团DX（2011年）                            | [ 36 ] |
| 南梦宫博物馆系列   | 南梦宫博物馆Vol. 1（1995年）                      | 南梦宫博物馆Arcade Pac（2018年）                  | [ 37 ] |
| 火影忍者系列*      | 火影忍者 木葉的忍者英雄們（2003年）               | 火影忍者博人传 忍者先锋（2018年）                 | [ 38 ] |
| 超能运动会系列     | 超能运动会（1993年）                              | 超能运动会2（1995年）                             | [ 39 ] |
| 海贼王系列*        | 海贼王 目标海贼王！（2000年）                     | 航海王 尋秘世界（2019年）                         | [ 40 ] |
| 吃豆人系列         | 吃豆人（1980年）                                  | 吃豆人吃遍世界（2022年）                          | [ 41 ] |
| 趣味射擊系列       | 趣味射擊（1994年）                                | 趣味射擊X（2016年）                               | [ 42 ] |
| 杆位系列           | 杆位（1982年）                                    | 杆位 重混（2008年）                               | [ 43 ] |
| 穿越领域计划系列*  | 穿越领域计划（2012年）                            | 穿越领域计划2（2015年）                           | [ 44 ] |
| 迷魂車系列         | 迷魂車（1980年）                                  | 迷魂車Rumble（2011年）                            | [ 45 ] |
| 山脊赛车系列       | 山脊赛车（1993年）                                | 山脊赛车 画线漂移（2016年）                       | [ 46 ] |
| 雷霆任务系列       | 雷霆任务（1986年）                                | 雷霆任务3（1993年）                               | [ 47 ] |
| Simple系列         | Simple 1500系列第一辑 麻将（1998年）              | 家庭聚会 30大障碍游戏（2012年）                   | [ 48 ] |
| 天堂鸟系列         | 天堂鸟（1985年）                                  | 天堂鸟DX（1986年）                                | [ 13 ] |
| 魂之系列           | 刀魂（1995年）                                    | 劍魂VI（2018年）                                  | [ 49 ] |
| 腐尸之屋系列       | 腐尸之屋（1988年）                                | 腐尸之屋（2010年）                                | [ 50 ] |
| 星空战机系列       | 星空战机（1985年）                                | 公理战机（1999年）                                | [ 13 ] |
| 钢铁枪手系列       | 钢铁枪手（1991年）                                | 钢铁枪手2（1992年）                               | [ 51 ] |
| 召喚夜響曲系列     | 召喚夜響曲（2000年）                              | 召喚夜響曲6 消逝的境界（2016年）                  | [ 52 ] |
| 超級機器人大戰系列 | 超級機器人大戰（1991年）                          | 超級機器人大戰Y（2025年）                         | [ 53 ] |
| 铃鹿8小时系列      | 可口可乐 铃鹿8小时（1992年）                      | 铃鹿8小时2（1993年）                              | [ 54 ] |
| 刀劍神域系列*      | 刀劍神域 無限瞬間（2013年）                       | 刀劍神域 碎夢邊境（2024年）                       | [ 55 ] |
| 太鼓之達人系列     | 太鼓之達人（2001年）                              | 太鼓之達人 The Drum Master!（2022年）             | [ 56 ] |
| 傳奇系列           | 幻想傳奇（1995年）                                | 破曉傳奇（2021年）                                | [ 57 ] |
| 戰車隊系列         | 戰車隊（1980年）                                  | 美少女戰車隊（2014年）                            | [ 58 ] |
| 铁拳系列           | 铁拳（1994年）                                    | 铁拳8（2024年）                                   | [ 59 ] |
| 立体漂浮战系列     | 立体漂浮战（1986年）                              | 3-D立体漂浮战II（1986年）                         | [ 60 ] |
| 化解危机系列       | 化解危机（1995年）                                | 化解危机5（2015年）                               | [ 61 ] |
| 女武士系列         | 女武士大冒险 时之钥传说（1986年）                 | 女武士的荣耀2（2009年）                           | [ 62 ] |
| 瓦強系列           | 瓦強（1987年）                                    | 闪耀行动 小瓦强大冒险（2009年）                   | [ 63 ] |
| 灣岸競速系列*      | 灣岸競速（2001年）                                | 湾岸競速 Maximum Tune 6（2019年）                 | [ 64 ] |
| 家庭滑雪           | 家庭滑雪（2008年）                                | 家庭滑雪 世界滑雪与单板滑雪（2009年）             | [ 65 ] |
| 赛车胜利之路系列   | 赛车胜利之路（1988年）                            | 赛车胜利之路'91（1991年）                         | [ 66 ] |
| 神奇女孩系列       | 神奇女孩（1987年）                                | 神奇女孩 台风助推器（2014年）                     | [ 13 ] |
| 世界竞技场系列     | 职业棒球 世界竞技场（1988年）                     | 世界竞技场5（2001年）                             | [ 67 ] |
| 異域傳說系列       | 异度传说 一章 权力意志（2002年）                  | 异度传说 三章 查拉图斯特拉如是说（2006年）        | [ 68 ] |
| 铁板阵系列         | 铁板阵（1983年）                                  | 铁板阵重生（2009年）                              | [ 13 ] |